# Ordre du Mérite hongrois
Pour les articles homonymes, voir Ordre du Mérite.
 (avril 2025).
Si vous disposez d'ouvrages ou d'articles de référence ou si vous connaissez des sites web de qualité traitant du thème abordé ici, merci de compléter l'article en donnant les références utiles à sa vérifiabilité et en les liant à la section « Notes et références ».
L'ordre du Mérite hongrois (en hongrois : Magyar Érdemkereszt) est un ordre honorifique hongrois. Il est le 2e ordre de Hongrie le plus important après l'ordre de Saint-Étienne de Hongrie.

## Histoire
L'ordre est fondé le 14 juin 1922 par Miklós Horthy, régent du royaume de Hongrie, converti en 1935 en un ordre du Mérite, appelé alors ordre (royal) du Mérite (en hongrois : Magyar Érdemrend). La république proclamée, il est nommé ordre du Mérite de la république de Hongrie (en hongrois : Magyar Köztársasági Érdemrend) le 14 septembre 1946. Avec l'adoption de la Constitution du 20 août 1949, l'ordre est aboli jusqu'à la chute du régime communiste. L'ordre est recréé en 1991 avec cinq classes, civils et militaires, et un mérite à trois niveaux (or, argent et bronze). Il est, depuis la restauration de l'ordre de Saint-Étienne de Hongrie en 2011, la deuxième plus haute distinction de Hongrie.
Il est constitué de :
- sept classes :
  - collier

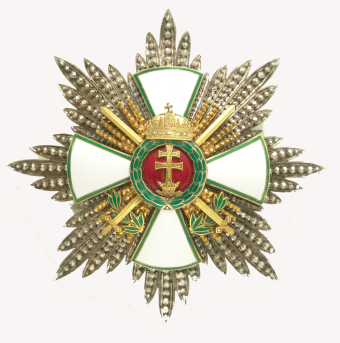
Plaque de grand-croix avec couronne de Saint-Étienne de Hongrie, 1944

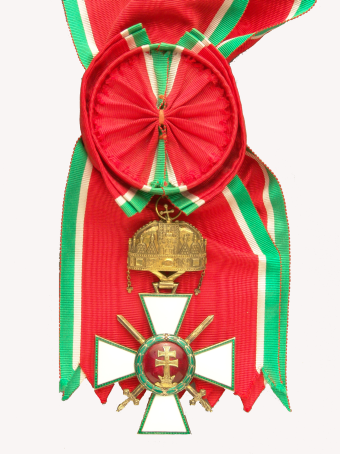
Grand-croix avec couronne de Saint-Étienne de Hongrie, 1944

  - grand-croix de la Sainte-Couronne de Hongrie
  - grand-Croix
  - commandeur avec étoile
  - commandeur
  - Officier
  - chevalier
- trois croix du Mérite :
  - croix d'or du Mérite
  - croix d'argent du Mérite
  - croix de bronze du Mérite
- trois médailles du Mérite :
  - médaille d'argent
  - médaille de bronze
- trois médailles Signum Laudis
  - grande médaille d'or Signum Laudis
  - médaille d'argent Signum Laudis
  - médaille de bronze Signum Laudis

## Structure actuelle
|  |

| Grand-croix avec collier  |
| Grand-croix               |
| Commandeur avec étoile    |
| Commandeur                |
| Officier                  |
| Chevalier                 |
| Croix du Mérite en or     |
| Croix du Mérite en argent |
| Croix du Mérite en bronze |

| Division de Civile              | Division de Civile    | Division de Civile | Division de Civile |
| ------------------------------- | --------------------- | ------------------ | ------------------ |
| Grand-croix avec collier        |                       |                    |                    |
| Chaîne de médailles             | Plaque de Grand'croix | Petite décoration  |                    |
| Grand-croix                     |                       |                    |                    |
| Écharpe de Grand-croix          | Plaque de Grand'croix | Petite décoration  |                    |
| Commandeur avec étoile          |                       |                    |                    |
| Décoration du cou de Commandeur | Plaque de Commandeur  | Petite décoration  |                    |
| Commandeur                      |                       |                    |                    |
| Décoration du cou de Commandeur | Petite décoration     | Petite décoration  |                    |
| Officier                        |                       |                    |                    |
| Officier croix                  |                       |                    |                    |
| Chevalier                       |                       |                    |                    |
| Chevalier croix                 |                       |                    |                    |

| Division de Militaire           | Division de Militaire | Division de Militaire | Division de Militaire |
| ------------------------------- | --------------------- | --------------------- | --------------------- |
| Grand-croix                     |                       |                       |                       |
| Écharpe de Grand-croix          | Plaque de Grand'croix | Petite décoration     |                       |
| Commandeur avec étoile          |                       |                       |                       |
| Décoration du cou de Commandeur | Plaque de Commandeur  | Petite décoration     |                       |
| Commandeur                      |                       |                       |                       |
| Décoration du cou de Commandeur | Petite décoration     | Petite décoration     |                       |
| Officier                        |                       |                       |                       |
| Officier croix                  |                       |                       |                       |
| Chevalier                       |                       |                       |                       |
| Chevalier croix                 |                       |                       |                       |